# Forskalia
Famille
Genre
Forskalia est un genre de siphonophores (hydrozoaires coloniaux pélagiques), le seul de la famille des Forskaliidae.

## Liste des espèces
Selon World Register of Marine Species (29 janvier 2019) :
- Forskalia asymmetrica Pugh, 2003
- Forskalia contorta (Milne Edwards, 1841)
- Forskalia cuneata Chun, 1888
- Forskalia edwardsii Kölliker, 1853
- Forskalia formosa Keferstein & Ehlers, 1860
- Forskalia ophiura (Delle Chiaje, 1831)
- Forskalia saccula Pugh, 2003
- Forskalia tholoides Haeckel, 1888

## Publication originale
- Kölliker, 1853 : Die Schwimmpolypen oder Siphonophoren von Messina. Leipzig, Wilhelm Engelmann, pp. 1-96 (texte intégral) (de).